# Ales (azienda)
Ales è la società in house del Ministero della cultura della Repubblica Italiana. Nata nel 1998, ha la funzione di supportare le attività di tutela e valorizzazione del patrimonio culturale nazionale. Svolge inoltre incarichi strumentali legati alla gestione tecnico-amministrativa dei procedimenti di tutela promossi dal Ministero della Cultura.

## Storia
Ales è stata istituita nel 1998 ai sensi dell’articolo 10, commi 1, lettera a), 2 e 3 del D. Lgs. 1° dicembre 1997, n. 468, e dell’articolo 20, commi 3 e 4, della Legge 24 giugno 1997, n. 196.
Con l’attuazione dell’articolo 26 della Legge 18 giugno 2009, n. 69, nel 2009 la quota azionaria di Ales S.p.A., precedentemente detenuta da Italia Lavoro S.p.A., è stata trasferita all’allora Ministero per i Beni e le Attività Culturali, configurando Ales come società in house dello stesso Ministero. La società ha ricevuto nel 2014 l’incarico di supportare la Soprintendenza di Pompei nell’ambito del Grande Progetto Pompei, programma finanziato dall’Unione Europea e dedicato alla tutela e valorizzazione del sito archeologico, relativo a servizi finalizzati a migliorarne le condizioni di fruizione da parte del pubblico, per attività di conservazione, manutenzione e restauro, e per servizi specialistici inerenti le procedure tecnico amministrative.
Negli anni seguenti Ales ha ampliato le proprie attività con ulteriori e analoghi incarichi istituzionali. Dal 2015 gestisce progetti e servizi al pubblico orientati a migliorare la fruizione del patrimonio, a favore della Galleria degli Uffizi, del Parco Archeologico del Colosseo, di Galleria Borghese e di molti altri musei sul territorio nazionale.
Nel 2016 è avvenuta in Ales la fusione per incorporazione di Arcus S.p.A., società attiva nello sviluppo di iniziative in ambito artistico, culturale e dello spettacolo. L’operazione è stata realizzata ai sensi dell’articolo 1, comma 322, della Legge 28 dicembre 2015, n. 208 (Legge di stabilità 2016).
Nello stesso anno è affidato ad Ales l’incarico per la promozione, comunicazione e diffusione dell’Art Bonus, programma di sostegno agli interventi per il patrimonio culturale italiano di cui Ales gestisce la comunicazione offline ed online, incluso il sito web istituzionale governativo.
Nel 2016 la società ha ricevuto incarico per la gestione degli spazi e delle attività presso le Scuderie del Quirinale, in particolare organizzazione delle mostre e degli eventi culturali, precedentemente affidate all’Azienda Speciale Palaexpo. L’attività è prevalentemente focalizzata sulla divulgazione dell’arte italiana classica e moderna e delle sue relazioni internazionali tramite l’organizzazione di progetti espositivi di taglio scientifico. In tal senso, nel corso dello stesso anno, Ales ha acquisito dall’Azienda Speciale Palaexpo il ramo d’azienda incaricato della gestione delle attività culturali presso le Scuderie del Quirinale, la cui programmazione è affidata ad un’apposita Commissione Scientifica.
Dal 2018 Ales fornisce supporto all’Ufficio Grant Office, presso il Segretariato Generale del Ministero della Cultura, attivo nella ricerca e acquisizione di risorse economiche destinate a progetti culturali e alla tutela del patrimonio nazionale.
Ai sensi dell’art. 1-bis, comma 6 del DL 9 giugno 2021, n. 80, convertito con modifiche dalla L. 6 agosto 2021, n. 113, Ales è stata designata di diritto come “Centrale di Committenza”.
In tale ambito, su richiesta del Ministero della Cultura, Ales ha gestito due procedure di gara. Nella prima, per la Fondazione Scuola Beni e Attività Culturali, ha curato una gara aperta per l’affidamento dei servizi di attivazione e gestione di 10 hub territoriali per il progetto “DICOLAB. CULTURA AL DIGITALE”, con un importo complessivo di 2.664.000 euro quale importo a base d’asta. Le aggiudicazioni definitive sono state concluse a novembre 2024.
La seconda procedura è stata realizzata per la Soprintendenza Archeologia, Belle Arti e Paesaggio per le Province di Siena, Grosseto e Arezzo, con una gara europea per la progettazione della nuova sede dell’Archivio dei Diari e Piccolo Museo del Diario a Pieve Santo Stefano (AR), con un importo a base d’asta di 434.122,28 euro, pubblicata il 4 dicembre 2024.
A fine 2024, la Divisione Rapporti Pubblico Privati e Progetti di Finanziamento di Ales ha ricevuto l’incarico di gestire una nuova commessa per servizi integrati di supporto alla conservazione programmata di 10 parchi archeologici sotto la Direzione Generale Musei. I siti sono distribuiti in 10 regioni italiane (Abruzzo, Basilicata, Campania, Lazio, Liguria, Lombardia, Marche, Molise, Puglia e Toscana).

## Progetti

### Art Bonus
Istituito con il D.L. 31 maggio 2014 n. 83 e diventato operativo nel 2015, Art Bonus è una misura fiscale a sostegno del mecenatismo per il patrimonio culturale pubblico italiano. Prevede un credito d’imposta del 65% per le erogazioni liberali in denaro a sostegno della cultura e dello spettacolo. La sua gestione e promozione sono state affidate ad Ales dal Ministero della Cultura, in seguito alla fusione per incorporazione di Arcus S.p.A. in Ales (Legge di Stabilità 2016). Nel merito, le attività includono il ruolo di interfaccia tra beneficiari e donatori, la promozione di accordi con enti e organizzazioni nazionali e la gestione del sito istituzionale del progetto.

### L’Italia dei Giardini
Connesso al PNRR Cultura (investimento “Programmi per valorizzare l’identità dei luoghi: parchi e giardini storici”), L’Italia dei Giardini è un progetto che prevede annualmente l’iniziativa “Appuntamento in Giardino”. L’iniziativa, promossa da APGI - Associazione Parchi e Giardini d’Italia, di cui Ales è socio fondatore nonché sostenitore, gode inoltre del patrocinio del Ministero della Cultura e di ANCI - Associazione Nazionale dei Comuni Italiani. L’evento ha l’obiettivo di valorizzare il patrimonio culturale vivo nei parchi e nei giardini italiani ed è realizzato a giugno con apertura degli spazi per attività dedicate, coinvolgendo in contemporanea oltre 20 nazioni europee e i rispettivi Ministeri della Cultura.

### Scuderie del Quirinale
A partire dal 2016, la gestione degli spazi e delle attività presso le Scuderie del Quirinale è affidata dalla Presidenza della Repubblica Italiana al Ministero della Cultura e, per suo tramite, ad Ales. Le Scuderie del Quirinale rappresentano uno dei principali spazi espositivi del Paese. A partire dalla loro inaugurazione nel dicembre 1999, a seguito dell’intervento di adeguamento museografico progettato da Gae Aulenti, le Scuderie del Quirinale hanno organizzato mostre di rilevanza internazionale, principalmente incentrate sull’arte italiana antica e moderna e, occasionalmente, su temi relativi alla storia delle arti visive globali, contribuendo alla promozione della cultura e del turismo in Italia.

### Canzone Italiana
Canzone Italiana è il progetto creato dal Ministero della Cultura in collaborazione con Ales per la realizzazione di un archivio digitale di tutela e promozione del patrimonio sonoro italiano dal 1900 al 2000. L’archivio raccoglie oltre 240.000 brani provenienti dall’Istituto Centrale per i Beni Sonori e Audiovisivi, includendo sia materiale edito che inedito tra cui registrazioni della tradizione popolare e demo-etno-antropologica. I contenuti presentano anche archivi tematici e materiali di tipo grafico.

### Garden Route Italia
Promosso da APGI - Associazione Parchi e Giardini d’Italia con il supporto di Ales, in accordo con il Ministero della Cultura, Garden Route Italia è un progetto avviato nel 2020 e dedicato ai giardini e ai parchi italiani con lo scopo di promuoverne la fruizione culturale e turistica. Le attività includono la valorizzazione del paesaggio e del patrimonio culturale, lo sviluppo sostenibile, la diffusione di un’Italia meno conosciuta, la cura dei beni e il supporto alla creazione di posti di lavoro qualificati. Il progetto prevede, inoltre, la diffusione della cultura del giardino e lo sviluppo di standard di qualità attraverso un sistema di certificazione.

### Fumetti Nei Musei
Fumetti nei Musei è un progetto sviluppato e promosso dal Ministero per i Beni e le Attività Culturali e per il Turismo, supportato da Ales, per la distribuzione gratuita di albi a bambini e ragazzi coinvolti in iniziative formative, attività pratiche e tour guidati nei principali siti culturali del Paese. Il progetto propone 51 fumetti ambientati in diversi musei nazionali, realizzati ad opera di noti fumettisti italiani. L’obiettivo è avvicinare il pubblico giovane al patrimonio culturale attraverso il linguaggio del fumetto.